# Slimena
Slimena su naseljeno mjesto u općini Travnik, Federacija Bosne i Hercegovine, BiH.
Nalazi se na padinama Vilenice, jugoistočno od Travnika.

## Stanovništvo

### 1991.
Nacionalni sastav stanovništva 1991. godine, bio je sljedeći:
ukupno: 954
- Muslimani - 655
- Hrvati - 193
- Srbi - 20
- Jugoslaveni - 45
- ostali, neopredijeljeni i nepoznato - 21

### 2013.
Nacionalni sastav stanovništva 2013. godine, bio je sljedeći:
ukupno: 1.231
- Bošnjaci - 1.140
- Hrvati - 107
- Srbi - 6
- ostali, neopredijeljeni i nepoznato - 78

## Religija
Mjesto pripada rimokatoličkoj župi Dolac. Na Slimenima od 1818. postoji groblje.